# Староконстантинов (аэродром)
Староконстантинов — военный аэродром, расположенный в 5 км восточнее одноимённого города Староконстантинов в Хмельницкой области Украины.

## История
В 1951 году на аэродроме сформированы 63-я бомбардировочная авиационная дивизия и 7-й бомбардировочный авиационный полк, имевший на вооружении самолёты Ил-28 (1951—1977), Су-24 (1977—1988) и Су-24М (с 1987 года). Полк входил в состав 63-й бомбардировочной авиадивизии до 1960 года, после 1960 года в состав перебазированной 32-й бомбардировочной авиадивизии 57-й воздушной армии (с 1968 года — 14-й воздушной армии). С августа 1980 года полк вместе с дивизией вошли в состав 24-й воздушной армии ВГК ОН. После распада СССР 13 февраля 1992 года некоторые летчики 7-го бомбардировочного полка не желая присягать на верность Украине перегнали в Россию 6 самолётов Су-24. Чтобы избежать перехвата системами ПВО полеты выполнялся через территорию Белоруссии. В 2000 году полк был расформирован. На базе полка сформирована 7-я бригада тактической авиации ВВС Украины.
В марте 1954 года на аэродроме в составе 63-й бомбардировочной авиадивизии сформирован 733-й бомбардировочный авиационный полк, имевший на вооружении самолёты Ил-28. В июле 1966 года полк перебазирован на аэродром Домна в Читинской области и передан в состав 23-й воздушной армии.
С 1968 года на аэродроме базируется 168-й истребительный авиационный ордена Суворова полк на самолётах МиГ-19 (1957—1972) и МиГ-23М (МЛ, МЛД, с 1972 года). Полк входил в состав 14-й воздушной армии, с 1 декабря 1973 года — в составе 4-й истребительной авиадивизии 14-й воздушной армии. С августа 1980 года полк вошел в подчинение 138-й истребительной Павлоградско-Венской Краснознаменной ордена Суворова авиационной дивизии 24-й воздушной армии ВГК ОН. В период с августа 1987 по сентябрь 1988 года полк участвовал в боевых действиях на территории Демократической Республики Афганистан.

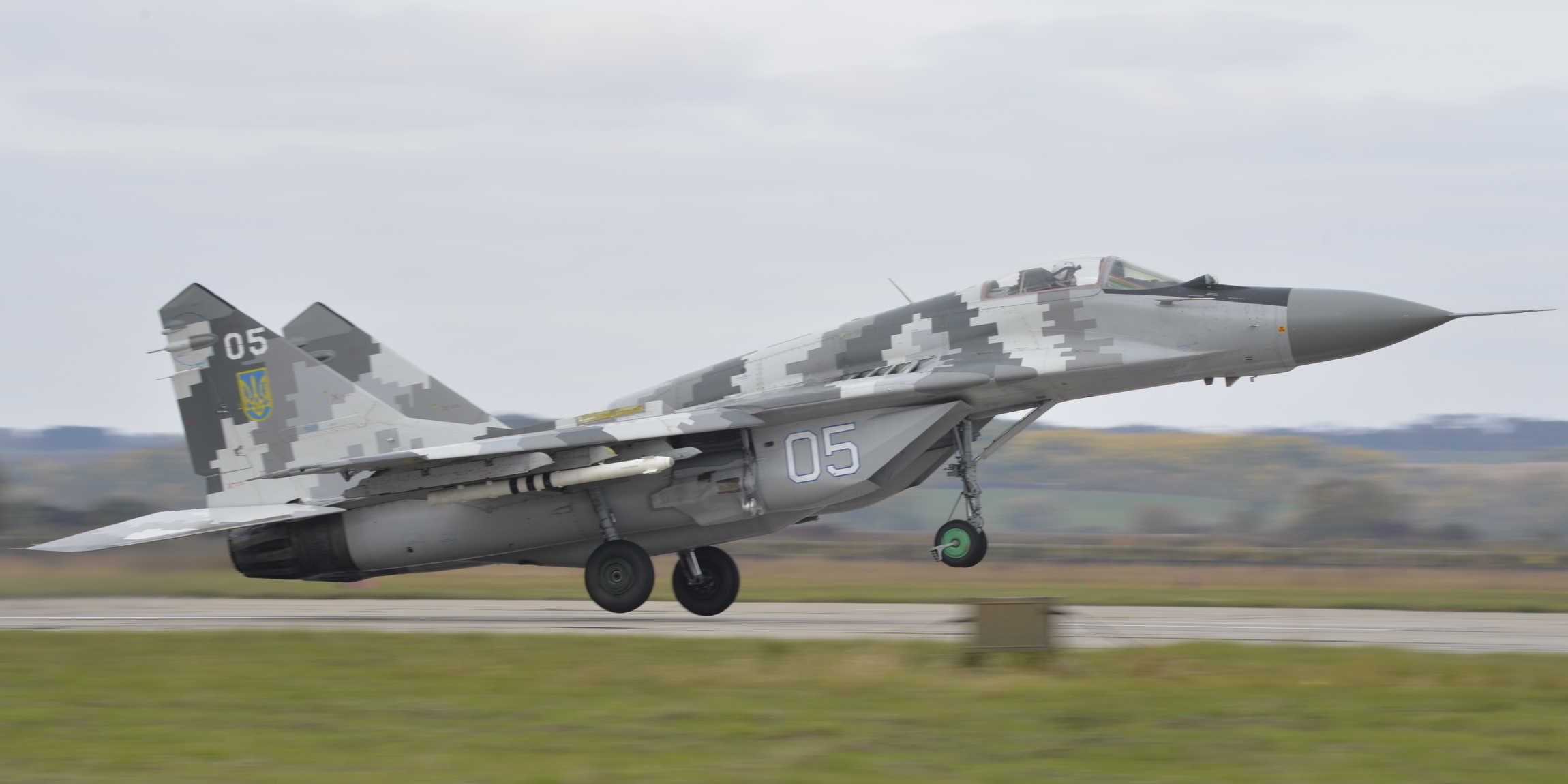
МиГ-29 в Староконстантинове

В связи с выводом советских войск с территории Германии 15 июля 1991 года на аэродром перебазирован 85-й гвардейский истребительный авиационный Севастопольский Краснознамённый ордена Богдана Хмельницкого истребительный авиационный полк на самолётах МиГ-29. После перебазирования полк влился в базировавшийся на аэродроме 168-й истребительный авиационный полк.
В начале 2005 года на аэродром перебазировалась 32-я отдельная разведывательная эскадрилья, которая присоединилась к 7-му бомбардировочному авиационному полку. В марте 2008 года соединение переформатировали в 7-ю бригаду тактической авиации.

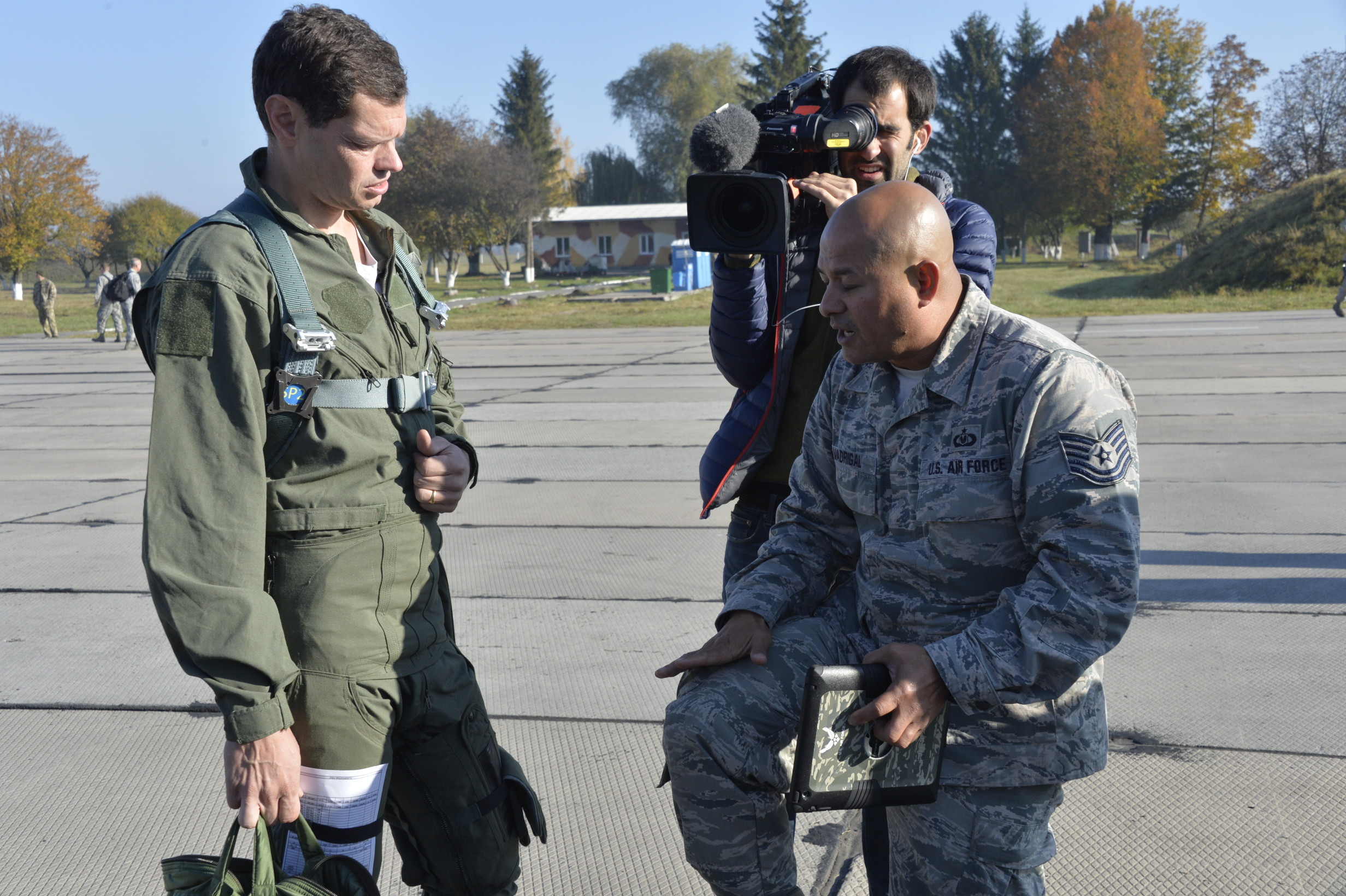
Корреспондент Пентагона Ханс Николс и сержант ВВС США Рубен Мадригал на авиабазе Староконстантинов во время учений «Чистое небо-2018»

В октябре 2018 года на базе аэродрома совместно с 194-й истребительной эскадрильей 144-го истребительного крыла Национальной гвардии Калифорнии проводились учения «Чистое небо-2018». Во время учений было выполнено 120 вылетов тактической авиации, 49 вылетов вертолетов и 20 вылетов транспортных самолётов.
В сентябре 2021 года аэродром был сертифицирован по стандартам НАТО. Помощь в модернизации и реконструкции оказали США, приведя аэродром к стандартам НАТО. В рамках работ аэродром был переоборудован, было установлено навигационное оборудование для посадок самолётов при минимуме погоды, закупленное в США, отремонтирована взлетно-посадочная полоса. 

## Происшествия
- 21 марта 2014 года в 17:15 Су-24М 7-й бригады тактической авиации ВВС Украины потерпел аварию и разбился при заходе на посадку во время проведения плановых полётов в районе аэродрома. Экипаж в составе командира эскадрильи подполковника Дениса Кочана и штурмана лейтенанта Панаса Дудника катапультировался. Жертв и разрушений нет, экипаж самолёта не пострадал[5].
- 16 октября 2018 года во время выполнения ознакомительного полета потерпел катастрофу Су-27УБ1М. Полет выполнялся по плану международных учений «Чистое небо», погибли заместитель командующего Восточным воздушным командованием ВВС Украины полковник И. Н. Петренко и подполковник Сет Неринг из 144-го истребительного крыла[6].